# Forêt nationale d'Itacaiunas
 (avril 2020).
La forêt nationale d'Itacaiunas (portugais : Floresta Nacional d'Itacaiunas) est une forêt nationale brésilienne. Elle se situe dans la région Nord, dans l'État du Pará.
Le parc fut créé en 1968 et couvre une superficie de 136 699,32 hectares.